# 14186 Вірджіліофос
14186 Вірджіліофос (14186 Virgiliofos) — астероїд головного поясу, відкритий 7 грудня 1998 року.
Тіссеранів параметр щодо Юпітера — 3,196.